# Sessilanthera citrina
Sessilanthera citrina är en irisväxtart som beskrevs av Robert William Cruden. Sessilanthera citrina ingår i släktet Sessilanthera och familjen irisväxter. Inga underarter finns listade i Catalogue of Life.